# クラヴァンツァーナ
クラヴァンツァーナ（伊: Cravanzana）は、イタリア共和国ピエモンテ州クーネオ県にある、人口約400人の基礎自治体（コムーネ）。

## 地理

### 位置・広がり

#### 隣接コムーネ
隣接するコムーネは以下の通り。
- アルグエッロ
- ボージア
- チェッレート・ランゲ
- フェイゾーリオ
- レークイオ・ベッリア
- トッレ・ボルミダ

#### 地震分類
イタリアの地震リスク階級 (it) では、4 
に分類される。